# Leopold Grausam
Leopold Grausam, fue un escultor y cantero austriaco, nacido en Viena el 7 de mayo de 1946 y fallecido en Deutsch-Wagraml el 16 de agosto de 2010. Fue durante mucho tiempo director técnico de los talleres estatales de cantería de la ciudad de Viena y creó una serie de tumbas y lápidas , así como monumentos, lápidas y placas, en especial para conmemorar la resistencia contra el austrofascismo y el nazismo, y en memoria a las víctimas del nazismo.